# FIFE
FIFE es el acrónimo de Flexible Isometric Free Engine (Motor Libre Isométrico Flexible); el cual es un motor de videojuego multiplataforma de código abierto bajo licencia GNU GPL desarrollado en C++ con scripts en Python. Es un motor diseñado para ser flexible que permite la adición de cualquier característica para el desarrollo de un proyecto.
Entre las características principales de FIFE se encuentran el soporte a archivos de audio OggVorbis, grandes archivos de streaming y looping. Tien un módulo específico para registrar funcionalidades, registra con niveles de prioridad y registra la salida al archivo /stdout. El editor de mapas tiene interfaz Multi Mapas (que le permite editar varios mapas simultáneamente), selector de objetos, supresor de instancias en la capa Mapa, Plugin Editor de objetos, Plugin Editor de luz y Plugin Editor de Cámara. Soporta el formato de fuente TrueType usando SDL_ttf y fuentes Bitmap.